# HD 61641
HD 61641，又名CD-36 3773，SAO 198237、HR 2954，是一颗恒星，视星等为5.8，位于銀經250.46，銀緯-7.16，其B1900.0坐标为赤經7h 35m 6.4s，赤緯-36° -7.16′ 6″。